# Mossjö
Mossjö är en sjö i Sävsjö kommun i Småland och ingår i Lagans huvudavrinningsområde. Sjön har en area på 0,521 kvadratkilometer och ligger 200 meter över havet. Vid provfiske har abborre och mört fångats i sjön.

## Delavrinningsområde
Mossjö ingår i det delavrinningsområde (634620-142028) som SMHI kallar för Inloppet i Allsarpasjön. Medelhöjden är 218 meter över havet och ytan är 20,64 kvadratkilometer. Det finns inga delavrinningsområden uppströms utan avrinningsområdet är högsta punkten. Tälla Kanal som avvattnar avrinningsområdet har biflödesordning 4, vilket innebär att vattnet flödar genom totalt 4 vattendrag innan det når havet efter 217 kilometer. Delavrinningsområdet består mestadels av skog (71 procent). Avrinningsområdet har 0,64 kvadratkilometer vattenytor vilket ger det en sjöprocent på 3,1 procent.